# 汕头市潮阳第一中学
23°15′56″N 116°36′40″E / 23.26556°N 116.61111°E
汕头市潮阳第一中学，簡稱潮阳一中，在2004年以前的全称是潮阳市第一中学。潮阳一中位于中國廣東省汕頭市潮陽區棉城东山，其前身是清朝時期的东山学院，始创于清嘉庆24年（1819年）。1994年被评估为广东省一级学校，2008年为广东省教育厅公示的首批国家级示范性普通高中学校。现有占地面积105亩，其中建筑面积5万多平方米。

## 简史
- 嘉庆24年(1819年)，知县唐文藻改韩祠东山书院。为潮阳一中的前身。
- 光绪三十年(1904年)改办为官立东山高等小学堂，实行新学制。
- 民国四年(1915年)，改办为潮阳县立中学校，亦称东山中学。
- 民国十九年(1930年)，改办为县立乡村师范学校。
- 民国廿四年(1935年)，改称为潮阳县立简易师范学校。
- 民国二十九年(1940年)至三十年(1941年)，先后遭日机轰炸，暂时停办。
- 民国三十一年(1942年)，因县城被日军所占，与县立第一初级中学(原五都中学)合并为潮阳县立联合中学，校址迁设于贵屿壬屿乡，设有初中部与师范部。
- 民国三十五年(1946年)，抗战胜利后，县立联合中学迁回县城，在城隍庙、司马祠和世魁林氏祠上课。翌年改称潮阳县立第一中学。
- 1950年，潮阳县立第一中学改称潮阳县第一中学。
- 1952年，私立文光中学合并入一中。
- 1953年，县人民政府拨专款在学校旧址大规模兴建新校舍。同年8月，经省教育厅批准，定为县重点中学。
- 1955年，总校迁进东山新校舍。
- 1956年下半年起，一中停招初中生，改称潮阳高级中学。
- 文革期间，一中改名为潮阳五·七中学。
- 1978年，名称恢复为潮阳县第一中学校名
- 1993年，潮阳撤县设市，一中随之更名为潮阳市第一中学。
- 2002年，汕头行政区域调整，潮阳归属汕头市区，2004年一中更名为汕头市潮阳第一中学，简称潮阳一中。

## 校园
潮阳一中东倚曲水流风景区，西接中山东路，校园内有三圣湖，东山八景之一的望仙桥，以及文马碣。另外有1.2平方米沙地田径运动场，“思源图书馆”、“思源楼”、“思源教学楼”、“科学馆”、“敬业楼”等建筑。

## 社团
一中现有学生社团9个
- 东山青年文学社
- 学生会
- 书法协会
- 英语俱乐部
- 艺术团
- 环保社
- 心理剧社
- 广播站
- 东山读书社

## 杰出校友
- 吴国雄（1943-）：中国科学院院士，1961年毕业于潮阳高级中学(今潮阳一中)[3]
- 蔡东士（1947-）：原广东省委副书记，1964年就读于潮阳高级中学(今潮阳一中)[4]